# 7A班戲劇組
7A班戲劇組，英語：，成立於1997年的非牟利劇團，獲香港藝術發展局行政資助。劇團宗旨為「回歸文本，簡約寫意」以優質文本，配以富劇場感的寫意演繹手法，產生出唯有進入劇場方可體會的觀劇經驗。
劇團過往製作逾七十部，備受好評，近作包括：音樂劇《今年初雪，把失戀完結！》、《俠客列傳》、《學會呼吸》、《大笑喪：喪笑大晒》、《2097：A Fairy Tale of Two Cities》、《魔幻法典》、音樂劇《失戀，我們分手吧》、《上一輩子的情人》等。劇團製作備受業界肯定，《幸福太太》獲第18屆香港舞台劇獎最佳劇本提名，《想．死》則獲邀於上海世博期間假上海戲劇學院演出。
劇團是把戲劇手法融入正規科目教學的先行者之一。曾服務學校逾百，融入學科包括中文、英文、歷史、常識、通識、德育、人文學科、專題周及新高中其他學習經歷等。劇團亦為香港各機構製作巡迴演出，包括香港藝術節協會、環境局可持續發展科、香港海防博物館等。
劇團近年銳意發展與中國文言文及中華文化相關的戲劇教育計劃，當中尤其以應用於「文言文教學」的戲劇教育計劃最受到教育界重視。除了賽馬會「戲說文言」品德教育計劃及多項「學生文言說書大使培訓計劃」外，劇團自2015至今一直每年製作《戲解文言》系列演出，將初中及高中之指定文言文篇章改編成劇場版戲劇演出。多年來均成效有口皆碑。
劇團亦多次舉辦社區劇場計劃，以劇場連結社群，回饋社區。

## 劇團董事局成員
- 主席: 趙志成
- 司庫: 盧偉力
- 幹事: 陳可兒
- 幹事: 傅月美
- 幹事: 鄭傳軍
- 幹事: 陸潤棠
- 幹事: 畢浩明

## 劇團成員
- 藝術總監：梁承謙（一 休）
- 行政總監：林婉薇
- 節目經理：羅秀慧
- 製作經理：黃詠詩
- 藝術教育主任：薛海暉
- 節目行政主任：何嘉雯

## 7A沙龍成員
- 陳正君
- 周家輝
- 洪節華
- 陳健豪
- 羅松堅
- 胡麗英
- 徐碩朋
- 阮煒楹
- 蘇育輝
- 楊螢映

## 外部連結
- 7A班戲劇組 官方網頁（页面存档备份，存于）